# Cándido López

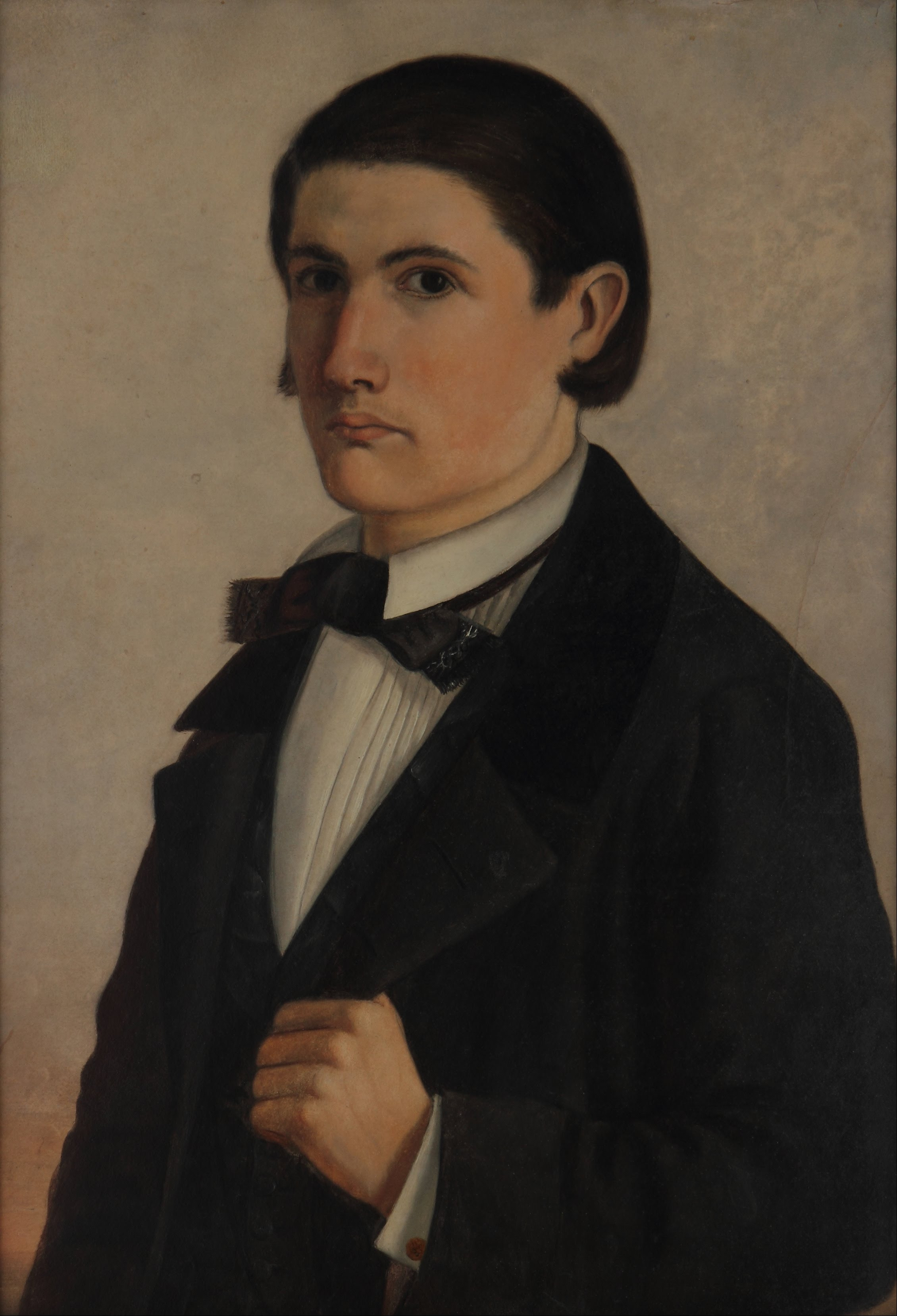
Autoportret

Cándido López (ur. 29 sierpnia 1840 w Buenos Aires, zm. 31 grudnia 1902 w Baradero) – argentyński malarz i żołnierz.
Uznawany jest za jednego z najważniejszych argentyńskich artystów. Najbardziej znany jest z tworzenia rysunków i obrazów przedstawiających bitwy wojny paragwajskiej, w której sam walczył i stracił prawą rękę. W wyniku tego, nauczył się malować lewą ręką.
Prestiżowym artystą stał się już w wieku siedemnastu lat. Był uczniem włoskiego artysty Baldassare Verazziego. Jego obrazy odzwierciedlają jego miłość do szczegółów i kolorów, które przedstawiają wojnę w miniaturze. Wiele z jego dzieł można oglądać w Narodowym Muzeum Sztuk Pięknych w Buenos Aires.
Pochowany jest na Cementerio de la Recoleta w Buenos Aires.

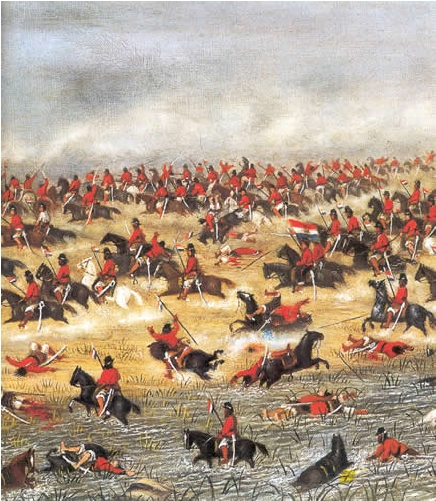
Fragment obrazu Bitwa w Tuyuti
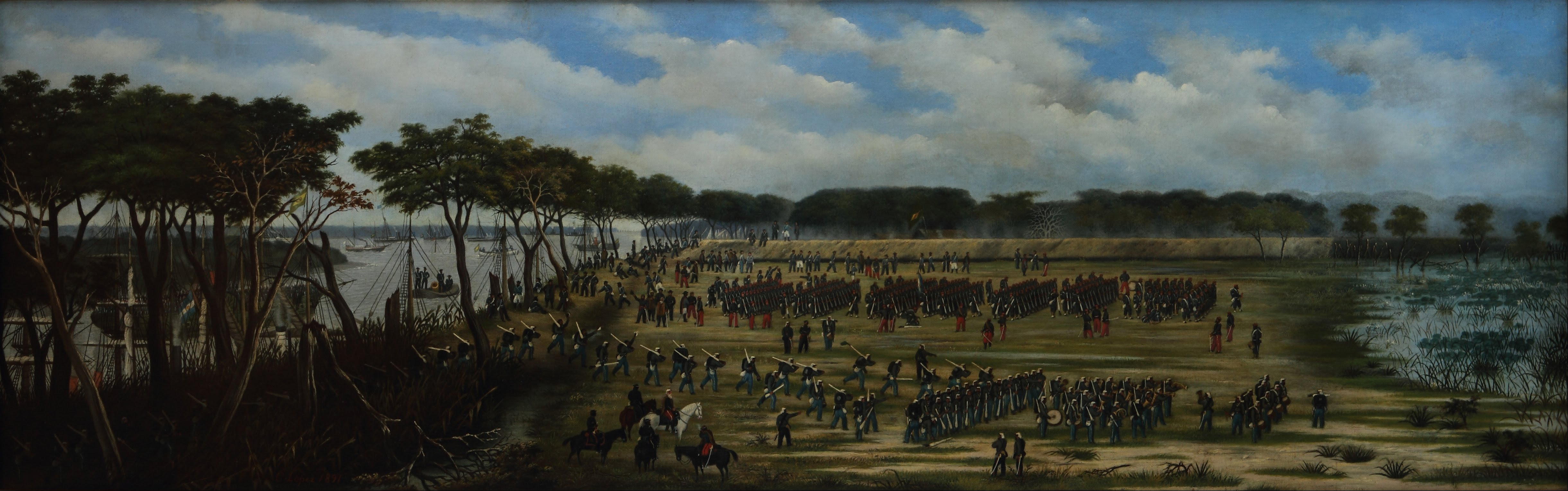
Wysiedlanie wojsk sojuszniczych
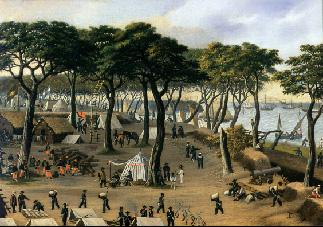
Reprezentacja armii brazylijskiej pod Curuzú podczas wojny paragwajskiej.